# 睾丸マッサージ
睾丸マッサージ（こうがんマッサージ、英：Testicle Massage）は、睾丸および精管に対して行うマッサージである。

## 概要
タイ古式マッサージの施術法の一部の「ジャップカサイ」、「カルサイネイザン」として知られ、性感マッサージ、風俗エステと同一視されることが多いが、タイ伝統医学本来の手法としては性的サービスを目的としたものではない。睾丸とその周辺に刺激を与えることにより、血流量とテストステロンの分泌量を増やす効果が期待されている。
日本においては、タイ古式マッサージ店のメニューに含まれている場合があるほか、一部の性感マッサージ、風俗エステでも行われている。著名な施術者としては、楽しんごがいる。